# Risas amargas
Risas amargas é uma telenovela mexicana, produzida pela Televisa e exibida em 1961 pelo Telesistema Mexicano.

## Elenco
- Isabela Corona
- Blanca de Castejón
- Miguel Córcega
- Manola Saavedra
- Miguel Ángel Ferriz
- Raúl Farell